# Eminentissime
Eminentissime – pierwsze demo polskiej grupy Blasphemous Deis, grającej black metal. 

## Lista utworów
1. "Entry Of A Drakkar" - 01:20
2. "Apocalypse Now" - 03:20
3. "Condemnation In The Fields Of Passion" - 7:42
4. "Enchanter" - 04:14
5. "Engulfing The Holy Lambs" - 03:37
6. "Graviora Manent" - 01:53

## Twórcy
- Michał Ochocki - gitara elektryczna i basowa, perkusja
- Jakub Krzeszowski - gitara elektryczna
- Kamil Gmitrzuk - keyboard, perkusja, programowanie
- Artur Wyszomirski - śpiew